# Мереній-Ной
Мереній-Ной (рум. Merenii Noi) — село в Аненій-Нойському районі Молдови. Утворює окрему комуну.

## Населення
За даними перепису населення 2004 року у селі проживали 1512 осіб.
Національний склад населення села:
| Національність       | Кількість осіб | Відсоток   |
| -------------------- | -------------- | ---------- |
| молдавани румуни     | 1251 52        | 82,7% 3,4% |
| росіяни              | 67             | 4,4%       |
| українці             | 66             | 4,4%       |
| гагаузи              | 30             | 2,0%       |
| болгари              | 28             | 1,9%       |
| цигани               | 10             | 0,7%       |
| євреї                | 1              | 0,1%       |
| інша / без відповіді | 7              | 0,5%       |
| Всього               | 1512           | 100%       |